# Rob Druppers
Robertus Johannes „Rob” Druppers (ur. 29 kwietnia 1962 w Utrechcie) – holenderski lekkoatleta specjalizujący się w biegach średniodystansowych, uczestnik letnich igrzysk olimpijskich w Seulu (1988).
W 1983 r. uhonorowany został tytułem Sportowca roku (hol. Sportman van het Jaar) w Holandii.

## Sukcesy sportowe
- sześciokrotny mistrz Holandii w biegu na 800 metrów – 1980, 1982, 1983, 1984, 1987, 1989
- mistrz Holandii w biegu na 1500 metrów – 1984[2]
- dwukrotny halowy mistrz Holandii w biegu na 800 metrów – 1987, 1989
- halowy mistrz Holandii w biegu na 1500 metrów – 1988[3]

| Rok  | Miasto       | Zawody                    | Konkurencja   | Wynik         |
| ---- | ------------ | ------------------------- | ------------- | ------------- |
| 1982 | Ateny        | mistrzostwa Europy        | bieg na 800 m | 5. miejsce    |
| 1983 | Helsinki     | mistrzostwa świata        | bieg na 800 m | srebrny medal |
| 1985 | Canberra     | puchar świata             | bieg na 800 m | 5. miejsce    |
| 1986 | Stuttgart    | mistrzostwa Europy        | bieg na 800 m | 4. miejsce    |
| 1987 | Liévin       | halowe mistrzostwa Europy | bieg na 800 m | złoty medal   |
| 1987 | Indianapolis | halowe mistrzostwa świata | bieg na 800 m | 8. miejsce    |
| 1988 | Budapeszt    | halowe mistrzostwa Europy | bieg na 800 m | srebrny medal |
| 1989 | Haga         | halowe mistrzostwa Europy | bieg na 800 m | srebrny medal |

## Rekordy życiowe
- bieg na 800 metrów – 1:43,56 – Kolonia 25/08/1985
- bieg na 800 metrów (hala) – 1:46,29 – Stuttgart 01/02/1987
- bieg na 1000 metrów – 2:15,23 – Utrecht 17/08/1985
- bieg na 1000 metrów (hala) – 2:16,40 – Haga 20/02/1988 (rekord Holandii)
- bieg na 1500 metrów – 3:35,07 – Berlin 23/08/1985
- bieg na milę – 3:57,22 – Formia 16/06/1985